# Мбома, Кристин
Кристина Катику Мбома (англ. Christine Mboma; род. 22 мая 2003, Divundu) − намибийская легкоатлетка, серебряный призёр летних Олимпийских игр 2020 в Токио в беге на 200 метров.

## Биография
Мбома выросла в Шиньюнгве, деревне в Восточном регионе Каванго в Намибии, в семье была старшей из трёх дочерей. В детстве её бросил отец, а её мать Патрисия умерла в 2016 году во время родов, оставив Кристину заботиться о своих младших братьях и сестрах. Лёгкой атлетикой начала заниматься в 2017 году.

## Спортивная карьера
В мае 2019 года 16-летняя Мбома выиграла бег на 800 и 1500 метров на школьных играх Cossasa Games в Манзини, Эсватини. В июле на чемпионате Южной Африки в Мока (Маврикий) она выиграла бронзовую медаль в беге на 800 м, показав 2:17.11.
В ноябре 2020 года завоевала золотые медали в бегах на 800 и 1500 м на чемпионате Намибии в Виндхуке. 9 декабря она выиграла соревнования на 400 и 800 м в Претории, Южная Африка; на прежней дистанции она установила свой личный рекорд — 51,81 с. Она показала ещё лучшее время — 51,57 с на Намибийских юношеских играх в Виндхуке 17 декабря.
27 марта 2021 года 18-летняя Мбома улучшила свои показатели до 50,97 с и выиграла забег на 400 м на соревнованиях Grand Prix Meet в Ошакати, Намибия. 11 апреля на встрече всех желающих в Лусаке, Замбия, она резко снизила свой результат до 49,24 с.
Установила неофициальный мировой рекорд Намибии среди молодёжи до 20 лет, побив предыдущую отметку WU20R в 49,42, установленную в 1991 году Гриттом Брейером. Беатрис Масилинги заняла второе место с результатом 49,53 с.
Неделей позже, 17 апреля, на чемпионате Намибии в Виндхуке Мбома снизила свой рекорд на 0,2 с, остановив часы на 49,22 с. На следующий день женская эстафетная команда 4×100 м установила рекорд Намибии — 44,78 с. 7 июня Мбома установила новый рекорд Намибии и рекорд соревнований 22,67 с на дистанции 200 м на Мемориале Йозефа Одложила в Праге и завоевала золотую медаль.
30 июня 2021 года Мбома установила африканский взрослый и новый мировой рекорд среди юношей до 20 лет в беге на 400 м, значительно снизив свой личный рекорд. Она показала 48,54 секунды, чтобы преодолеть отметку 49,10 с 1996 года Фалилат Огункойя-Ошеку и выиграла Мемориал Ирены Шевиньской в Быдгоще (Польша), став 7-й самой быстрой женщиной всех времён в соревновании с 12-м самым быстрым результатом в истории.
Она была снята с забега на 400 метров на Олимпийских играх в Токио в 2020 году; Федерация легкой атлетики Намибии объявила, что она будет соревноваться в беге на 200 м, в котором она также прошла квалификацию. В финале на 200 м 3 августа 2021 года Мбома завоевала серебряную медаль, отстав от победительницы Элейн Томпсон-Хера на 0,28 секунды . Она стала первой намибийской женщиной, когда-либо завоевавшей олимпийскую медаль, и первой намибийской медалисткой с 1996 года.
```
 7 мая 2022года на турнире Kip Kenio Classic не смогла завершить забег на 100метров - получила травму
```

## Споры об уровне тестостерона
В июле 2021 года Национальный олимпийский комитет Намибии объявил, что Мбома и другая намибийская спринтерка Беатрис Масилинги не будут допущены к участию в соревнованиях на 400 м на Олимпийских играх в Токио из-за правил Всемирной легкой атлетики, требующих, чтобы спортсмены с определёнными XY DSD участвовали в женских бегах на дистанцию от 400 метров до одной мили уровень тестостерона в крови не должен превышать 5 нмоль / л.
Мбома и Масилинги прошли медицинское обследование в тренировочном лагере в Италии в начале 2021 года, на котором они дали положительный результат на повышенный уровень тестостерона из-за естественного генетического заболевания. Оба спринтера не знали о своем состоянии до оценки.